# Yangju
Yangju (en coreano: 양주시, romanización revisada: Yangjusi, léase: Yángchu) es una ciudad en la provincia de Gyeonggi al norte de la república de Corea del Sur. Está ubicada al norte de Seúl a unos 15 km. Su área es de 310.31 km² (60% bosque)y su población total es de 180.000 (2010).
Es una de las ciudades que rodean a Seúl conocidas en conjunto como Sudogwon. Se conecta con otras ciudades por vías férreas, tiene tres estaciones del metro que llegan a Seúl en 70 min.

## Administración
La ciudad de Yangju  se divide en 6 distritos (dong), 4 municipios (myeon) y 1 villa (eup).
- Baekseokeup
- Gwangjeokmyeon
- Nam-myeon
- Si eunhyeon
- Jangheungmyeon
- 1-dong, Yangzhou
- Yangzhou 2-dong,
- Huiquan 1-dong,
- Huiquan 2-dong,
- Huiquan 3-dong,
- Huiquan 4-dong,

## Deportes
El equipo de fútbol local se llama Yangju Citizen F.C. (양주 시민축구단) fundado en 2007.